# Douzelage
Douzelage — громадський рух міст-побратимів, завдання якого розвиток, підтримка та формування ідеї об'єднаної Європи та формування спільних думок у громадян Європейського союзу.

## Мета
Мета Douzelage — сприяти можливостям співпраці і дружбі серед своїх міст- членів. Культурні, спортивні та освітні обміни між містами лежать в основі цього, а в довгостроковій перспективі, комерційні та туристичні ініціативи. Освіта завжди була однією з найважливіших особливостей у багатьох подіях і проєктах, організованих членами Douzelage. Можливості, які будуть створені для сприяння освітнім ініціативам міст учасників, є одними з найважливіших питань при формуванні Douzelage. Декоративно-прикладне мистецтво, спорт і молодіжні проєкти — це сфера діяльності руху.

## Історія
Douzelage був створений за ідеєю асоціації міст побратимів Гренвіля Франція та Шерборна у 1989 році. Делегати з дванадцяти членів-засновників Douzelage, по одному для кожної держави — члена Європейського співтовариства, зустрілися в 1991 році в місті Гренвіль та підписали угоду про створення руху Douzelage. Термін Douzelage було створено від фр. douze — дюжина, дванадцять та фр. jumelage — об'єднання.

Містами засновниками були :
- Шерборн, Велика Британія
- Альтеа, Іспанія
- Бад-Кецтинг, Німеччина
- Белладжо, Італія
- Бандоран, Ірландія
- Гренвіль, Франція
- Хольстебро, Данія
- Уффаліз, Бельгія
- Превеза, Греція
- Меерсен, Нідерланди
- Нідеранвен, Люксембург
- Сезімбра, Португалія

З 1991 року три нових міста приєдналися :
- Юденбург, Австрія (1996)
- Карккіла, Фінляндія (1997)
- Окселесунд, Швеція (1998)

На першому етапі 5 нових міст приєдналися до Douzelage в 2004 році згідно з процесом розширення Європейського Союзу :
- Хойна, Польща
- Кесег, Угорщина
- Сігулда, Латвія
- Сушице, Чехія
- Тюрі, Естонія

На другому етапі розширення у 2007 році приєдналися міста Зволен, Словаччина , а потім Пренай, Литва в 2008 році, а пізніше місто Марсаскала, Мальта  в 2009 році.
Було вирішено на Генеральних Зборах у місті Альтеа (14-17 травня 2009 року, щоб продовжити подальший процес розширення для Румунії та Болгарії. Були прийняті міста Сірет Румунія  у 2010 році та Агрос, Кіпр, Škofja Loka, Словенія і Трявна Болгарія у 2011 році.
Douzelage рух отримав європейське визнання в 1993 році, коли він був нагороджений Європейською комісією «Золотою Зіркою Братання» англ. Golden Stars of Twinning

## Адміністрація
Douzelage очолюється президентом йому допомагають два віце -президенти з різних міст, які обираються на трирічний термін. Організації міст Douzelage фінансуються місцевою радою міста та є повністю незалежними. Англійська мова є вибрана мова для спілкування всередині Douzelage на міжнародному рівні, хоча французька мова широко використовується також. Рух має аполітичний характер, об'єднує людей -волонтерів, які добровільно працюють для справ освіти, спорту, молоді та європейської інтеграції.

## Сучасність
На 2013 рік рух об'єднує 26 міст, а саме: Agros (CY), Altea (ES), Bad Kötzting (DE), Bellagio (IT), Bundoran (IE), Chojna (PL), Granville (FR), Holstebro (DK), Houffalize(BE), Judenburg (AT), Köszeg (HU), Marsaskala (MT), Meerssen (NL), Niederanven (LU), Oxelösund (SE), Preveza (GR), Prienai (LT), Sesimbra (PT), Sherborne (UK), Sigulda (LV), Siret (RO), Skofja Loka (SI), Sušice (CZ), Tryavna (BG), Türi (EE), Zvolen (SK).
Президентом Douzelage є J. Cezary Salamończyk з міста Хойна, Польща, а віцепрезидентами Mario Calleja з міста Марсаскала, Мальта та Mike Balfour з міста Шерборн, Велика Британія, обрані у 2012 році.